# 小王貴妃 (宋徽宗)
貴妃王氏（1092年—1127年），北宋宋徽宗的妃嫔，與懿肅貴妃王氏同姓並且初封相似，但並非同一人。生有一男一女，即趙㮙（沂王）與申福帝姬。
大观元年（1107年）闰十月，封平昌郡君。二年正月进才人（正五品），二月进美人（正四品）。四年四月生趙㮙（沂王），五月进封正二品修容嫔。政和三年生申福帝姬，闰四月进从一品婉容嫔。重和元年十一月，进贤妃。亡國之前，似又进封德妃、贵妃。
靖康之變時，王貴妃也被俘虜，次年六月即在金国去世，年三十六歲。